# Kirste Paltto
Ritva Kirste (Kirsti) Paltto, född 11 februari 1947 i Utsjoki kommun i Finland, är en samiskspråkig författare.
Kirste Paltto utbildade sig på Inarin kristillinen kansanopisto, den kristna folkhögskolan  i Enare 1964-65, och därefter på lärarseminarium i Brahestad, där hon tog lärarexaminen 1971. Hon arbetade därefter fyra år som lärare.
Viktiga temata i Kirste Palttos produktion är brytningen mellan det samiska samhället och det finländska storsamhället, och övergången från ett traditionellt till ett modernt samhälle. Hon debuterade med novellsamlingen Soagnu ("Friarfärd") 1971. Hon har skrivit barnböcker, diktsamlingar, romaner och noveller och teaterpjäser. 
Hennes novellsamling Suoláduvvon ("Det förlorade") nominerades till Nordiska rådets litteraturpris 2002.